# Čchonan (PCC-772)
Čchonan (PCC-772) byla jihokorejská námořní korveta třídy Pchohang. Celá třída je určena především k hlídkování a pobřežní obraně. Tvoří ji celkem 24 jednotek. Dne 26. března 2010 korveta vykonávala strážní službu poblíž severozápadní hranice země. Po podhladinovém výbuchu se rozlomila na dvě části a potopila se ztrátou 46 mužů. Dalších 58 se zachránilo. Mezinárodní vyšetřovací komise dospěla k závěru, že loď zasáhlo torpédo ze severokorejské miniponorky. Korveta přitom před svým potopením neměla zapnutý sonar, takže ponorka unikla její pozornosti.

## Konstrukce

Ostrov Pengnjong (Baengnyeong) a místo potopení korvety

Třída Pchohang je jihokorejskou domácí konstrukcí. Celá série se stavěla v letech 1984–1993. Všechny jednotky jsou pojmenovány po jihokorejských městech. Čchonan je čtrnáctou dokončenou jednotkou a do služby vstoupila v roce 1989. Výzbroj tvoří dva 76mm kanóny OTO Melara, dva 40mm kanóny a dva trojhlavňové 324mm protiponorkové torpédomety. Pohon je typu CODOG. Při plavbě ekonomickou rychlostí loď pohánějí dva dieselové motory MTU 12V 956 TB 82, zatímco v bojové situaci jsou diesely vypnuty a korvetu pohání plynová turbína General Electric LM-2500. Lodní šrouby jsou dva. Nejvyšší rychlost je 32 uzlů.

## Potopení lodě
K potopení lodě došlo při rutinní hlídce nedaleko ostrova Pengnjong ve Žlutém moři, v místech kde obě Koreje vedou spory o přesné vymezení hranice. V té době bylo na palubě 104 námořníků. Po potopení bylo zachráněno 58 námořníků (z toho 13 raněných), dalších 46 bylo nezvěstných. Po vyzvednutí vraku bylo v zadní části objeveno 22 těl a v přední části dalších 17, čímž počet pohřešovaných (a pravděpodobně mrtvých) klesl na sedm. Během záchranných operací zemřel navíc jeden potápěč.

## Oficiální vyšetřování

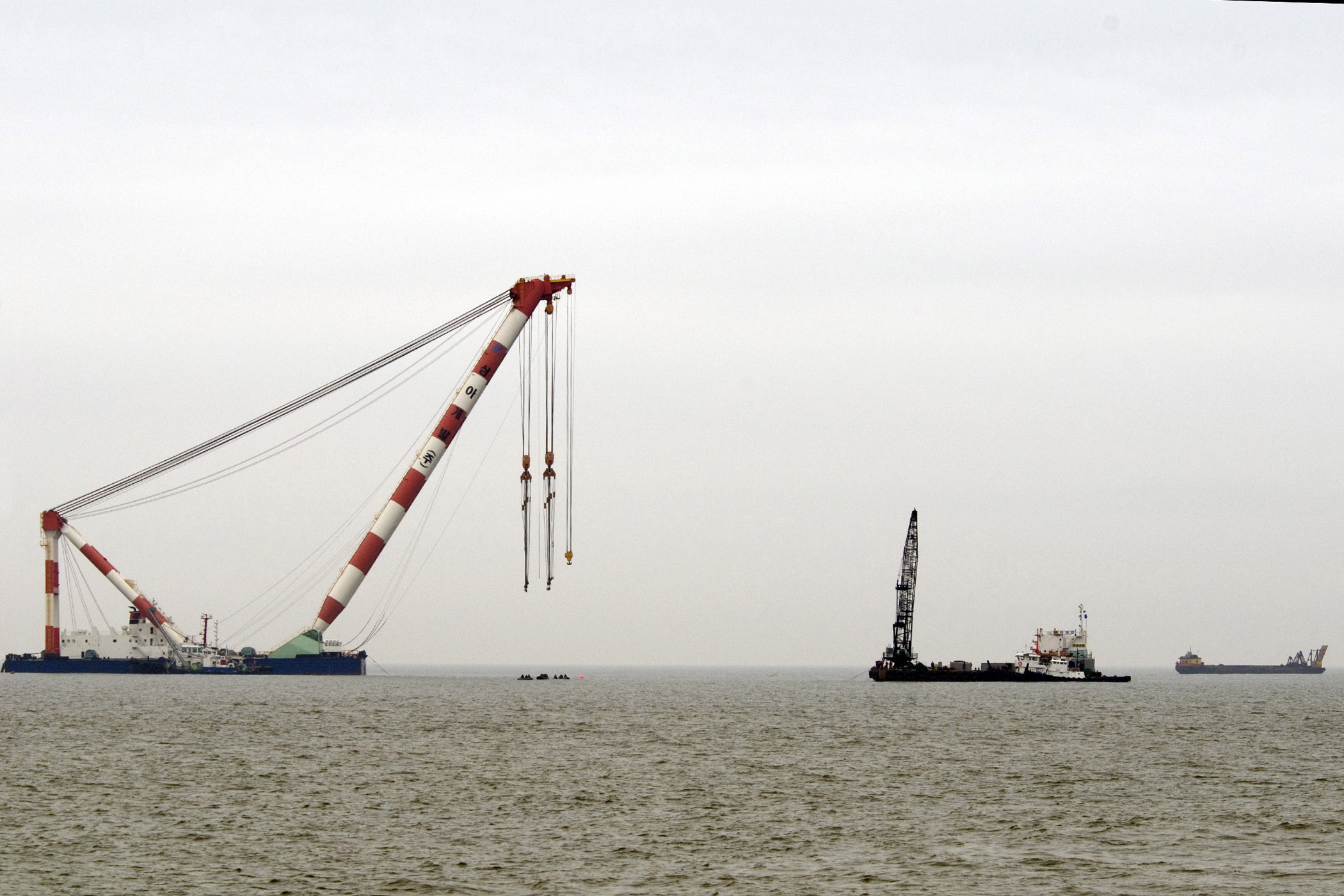
Vyzvedávání vraku

Vrak lodě byl vyzvednut (nejprve záď a až později příď) a poté ho zkoumal mezinárodní expertní tým (JIG ~ Joint civilian–military Investigation Group) složený ze zástupců Jižní Koreje, USA, Velké Británie, Švédska a Austrálie. Nabídka účasti expertů ze Severní Koreje byla Jižní Koreou zamítnuta.
Už po ohledání vyzvednuté zadní části trupu lodě komise usoudila, že potopení způsobil vnější výbuch, pravděpodobně bludná námořní mina či torpédo. Naopak vnitřní výbuch byl vyloučen.
Dne 20. května 2010 JIG zveřejnila svoji zprávu. Podle ní byl důvodem katastrofy severokorejský útok a Čchonan mělo zasáhnout samonaváděné torpédo CHT-02D odpálené ze severokorejské ponorky. Podle závěrečné zprávy komise byly nalezeny úlomky torpéda, které se podařilo jednoznačně identifikovat. Jakoukoliv jinou příčinu potopení zpráva JIG zamítla. Pchjongjang obvinění z útoku odmítl a naopak pohrozil, že na případné sankce může odpovědět i válkou.
V roce 2014 uprchlý vysoký představitel severokorejské špionážní služby Kim Kuk-song v rozhovoru pro BBC v roce 2021 potvrdil potopení Korvety Čchonan severokorejským torpédem. Dodal, že jak potopení lodě, tak ostřelování ostrova byly schváleny na nejvyšších místech. 

## Kontroverze

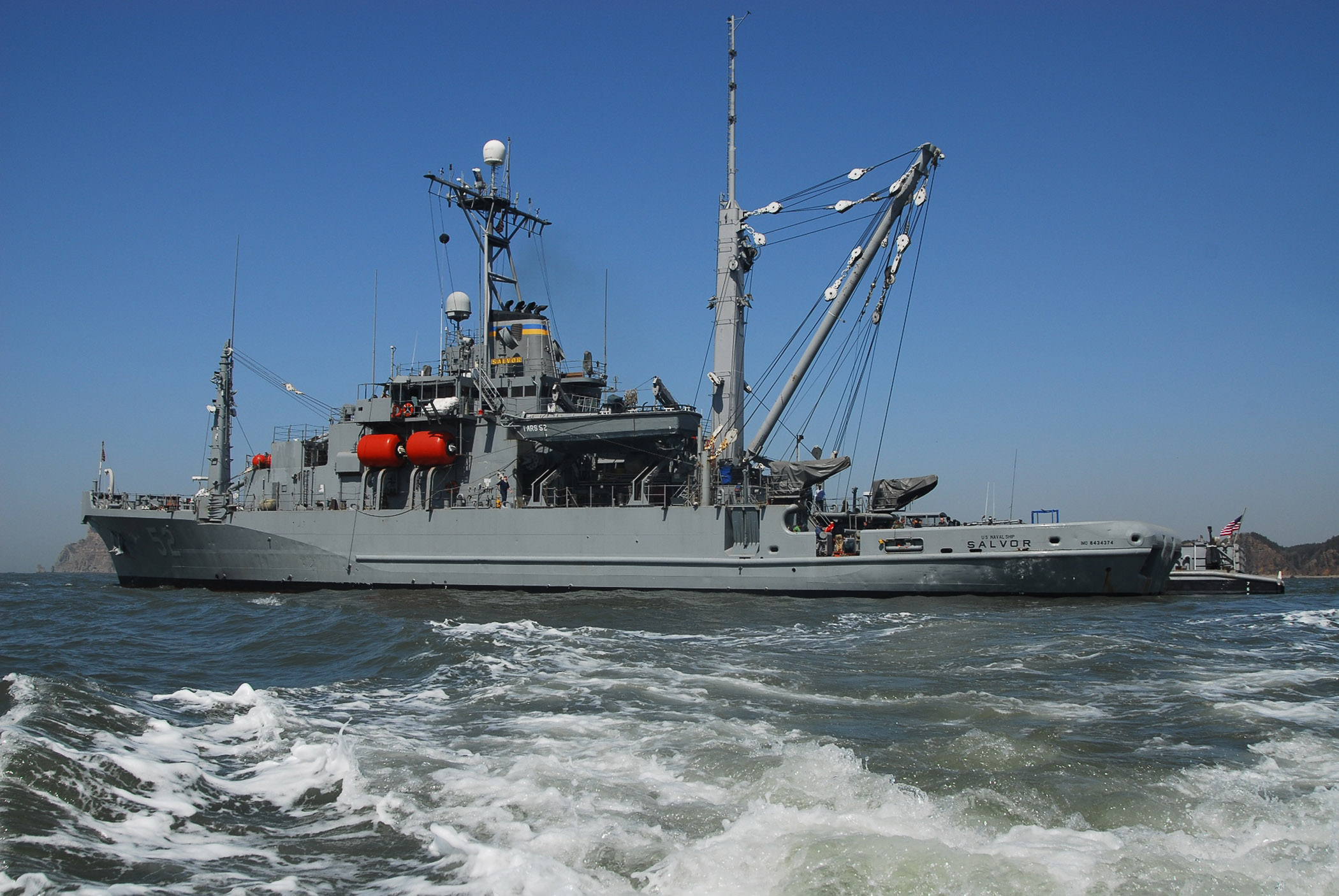
Záchranné plavidlo amerického námořnictva USNS Salvor (T-ARS 52) asistuje při záchranných pracích.

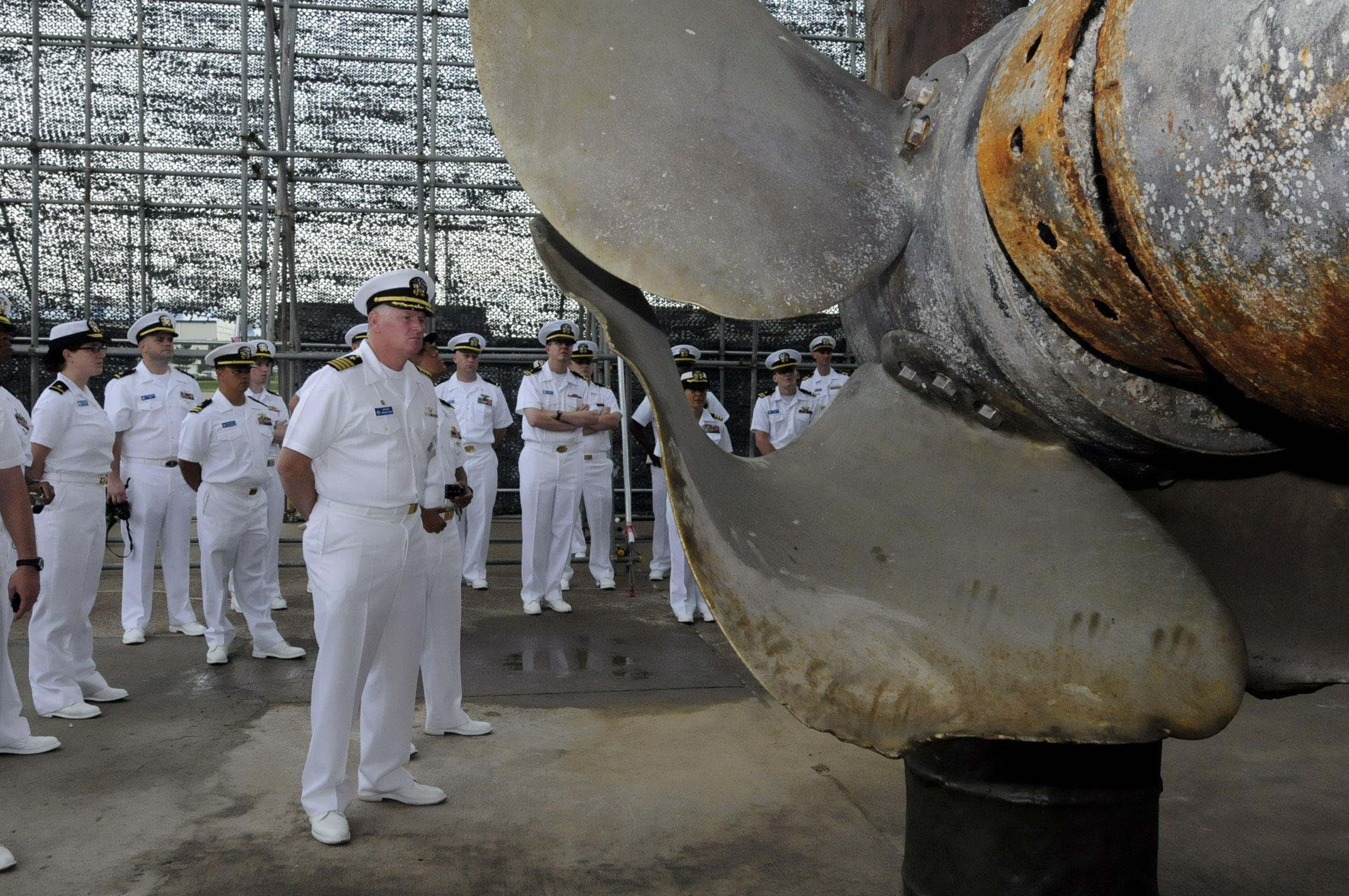
Poškozený lodní šroub korvety

Ačkoliv oficiální zpráva označila torpédo ze severokorejské ponorky za jasného a jediného přípustného viníka tragédie, existují pochybnosti o tom, co se vlastně stalo – v českém prostředí na ně upozornil například Ivan Zajac v měsíčníku ATM. Podezřelé je nejenom to, že Jižní Korea zamítla návrh Severokorejců o podílu na vyšetřování, ale i některé další aspekty této kauzy:
- Před samotným incidentem nebyly v oblasti detekovány žádné severokorejské ponorky. V oblasti probíhalo námořní cvičení Key Resolve/Foal Eagle, na kterém se podílely i jednotky US Navy. Průliv mezi ostrovem Baekryong a pevninou je úzký, mělký a vyznačuje se silnými proudy, což znesnadňuje manévrování ponorek. Vzhledem k nízké technické úrovni severokorejských ponorek by se muselo jednat o opravdu bravurní kousek: proniknout nepozorovaně za takových podmínek do oblasti cvičení jihokorejského a amerického námořnictva, zaútočit a opět se nepozorovaně stáhnout.[5]
- Torpédo CHT-02D, které mělo Čchonan potopit, nikdy předtím nebylo zmiňováno a v této kauze se tak objevilo „odnikud“ z údajné brožury severokorejského vývozce.[5][10]
- Nalezené fragmenty se neshodují se schématy, která prezentoval JIG – ačkoliv JIG tvrdí, že „přesně odpovídají“. Neodpovídá tvar protiběžných vrtulí, ani umístění komponent uvnitř torpéda. Podle ATM byly k prezentacím použity plány jiného severokorejského torpéda PT-97W.[5][10]
- Na trupu Čchonan a zbytcích torpéda byly identifikovány stopy po výbušnině německého původu, identifikované jako typ RDX. Tu obsahují torpéda jihokorejských ponorek…[5][10]
- Jižní Korea odmítla zveřejnit záznam radiokomunikace s Čchonan, záznamy z KNTDS (Korean Naval Tactical Data System) i záznamy z termokamery z pozorovacího stanoviště na ostrově – vše s odůvodněním, že se jedná o vysoce utajované vojenské informace.[5][10]

## Reakce
Americký prezident Barack Obama útok označil za akt agrese a porušení příměří z roku 1953, které ukončilo Korejskou válku. Velká Británie severokorejský útok odsoudila za zjevné pohrdání mezinárodními závazky. Generální tajemník OSN Pan Ki-mun uvedl, že předložená fakta jsou nanejvýš znepokojivá. Naopak Čína, tradiční spojenec KLDR, vyzvala obě strany k umírněnosti a celou záležitost chce vyšetřovat samostatně.
Několik dní po zveřejnění zprávy vyšetřovací komise Jižní Korea uvedla, že přeruší obchodní výměnu se severem, uzavře své výsostné vody pro severokorejská plavidla a s případem se též obrátí na Radu bezpečnosti OSN. Jihokorejský prezident I Mjong-bak zároveň vyzval KLDR k omluvě.